# Poeciloscarta aurorula
Poeciloscarta aurorula är en insektsart som beskrevs av Gustav Breddin 1901. Poeciloscarta aurorula ingår i släktet Poeciloscarta och familjen dvärgstritar. Inga underarter finns listade i Catalogue of Life.